# Cena Jiřího Adamíry
Cena Jiřího Adamíry je ocenění Nadace Život umělce. Cena pojmenovaná podle herce Jiřího Adamíry je udílena ve spolupráci s DAMU studentům posledního ročníku oboru činoherní herectví. Ceny jsou udělovány dvě – studentovi a studentce. Cena je spojena s peněžní prémií 15 000 Kč.
Podobnou cenou Nadace Život umělce pro studenty Pražské konzervatoře je Cena Zuzany Navarové.

## Laureáti
- 2006 – Barbora Janatková, Henrieta Hornáčková a Jan Holík
- 2007 – Barbora Poláková a Jan Konečný
- 2008 – Pavla Beretová a Vojtěch Dyk
- 2009 – Lucie Polišenská a Ondřej Novák
- 2018 – Denisa Barešová a Filip Březina
- 2019 – Michala Gatialová a Adam Langer
- 2022 – Romana Windeková a Tomáš Čapek
- 2023 – Kristýna Jedličková a Matěj Polák
- 2024 – Luciana Tomášová a Erik Zabrucký[3]